# Národní park Purnululu
Národní park Purnululu (anglicky Purnululu National Park) se nachází na severozápadě Austrálie, v severovýchodní části spolkového státu Západní Austrálie v regionu Kimberley.
Jeho neobydlené území zahrnuje čtyři ekosystémy. Ve středu parku je ten nejvzácnější, 450 km² rozlehlá hornatina Bungle Bungle, vytvořená v období devonu z křemenných pískovců. Vodní a větrnou erozí byly za období cca 20 miliónů let skály vymodelovány do tvarů konických věží nebo úlů vysokých až 250 m. Jejichž strmé svahy, spadající do hlubokých, úzkých a křivolatých soutěsek, jsou zřetelně tmavě šedě a oranžově pruhované. V porovnání s jinými, světově proslulými krasovitými útvary jsou tyto nejvyšší a z hlediska geologického složení ojedinělé.
Součásti parku je dále na východě a jihu travnaté a hluboko zařezané údolí řeky Ord, na západě vápencový horský hřeben Osmand a na severu zalesněné údolí Osmand Range.

## Fotogalerie

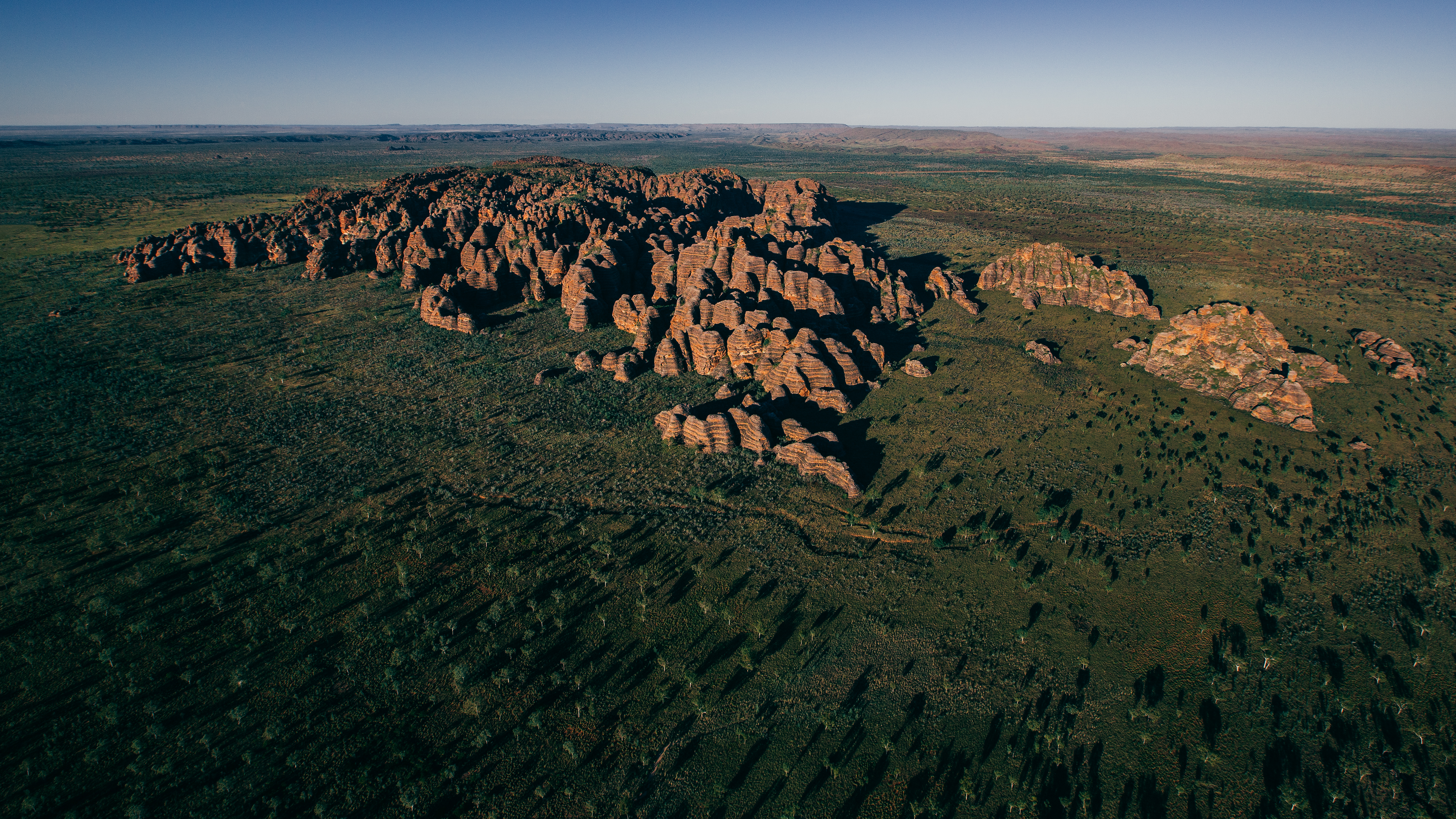
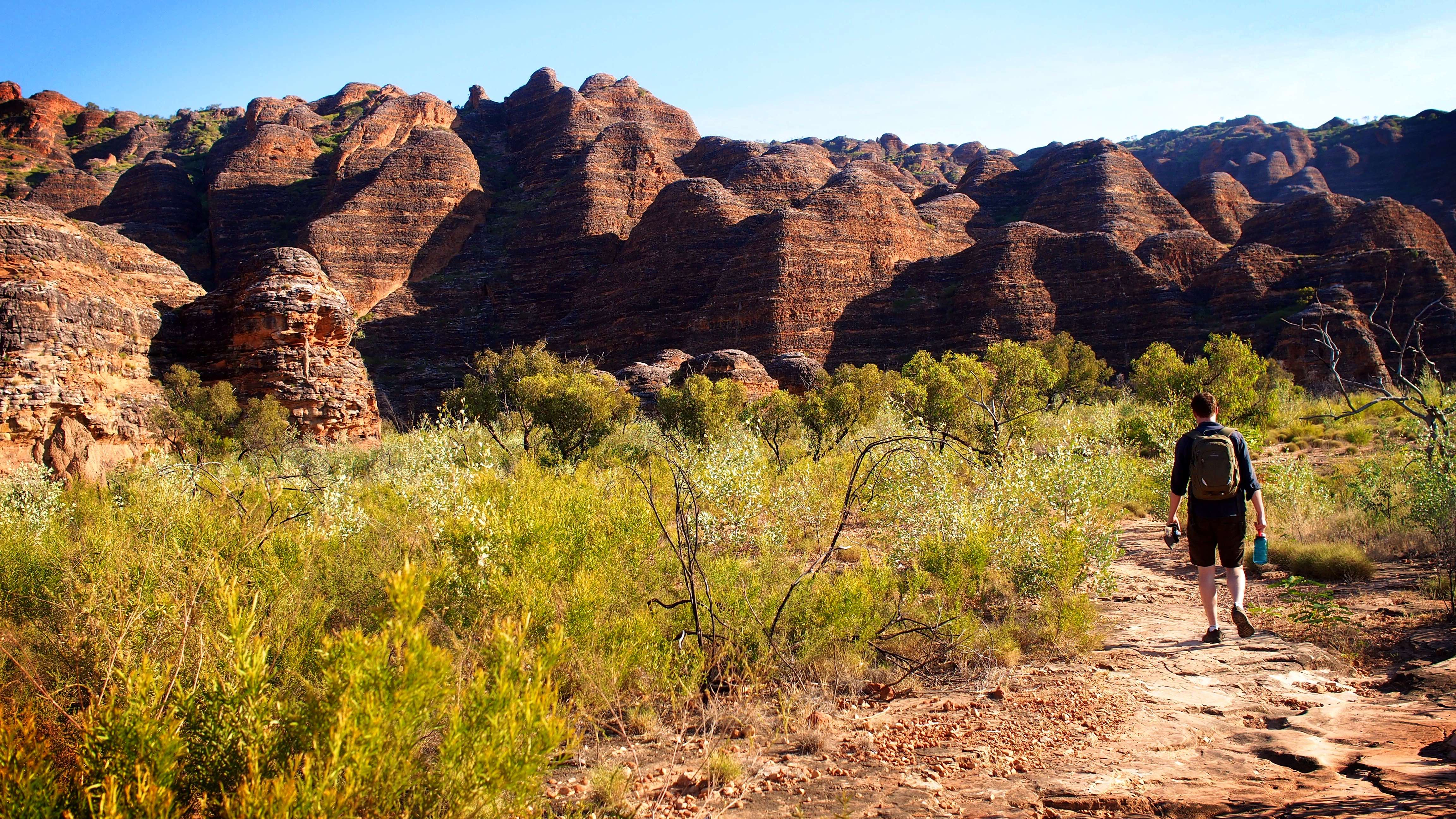
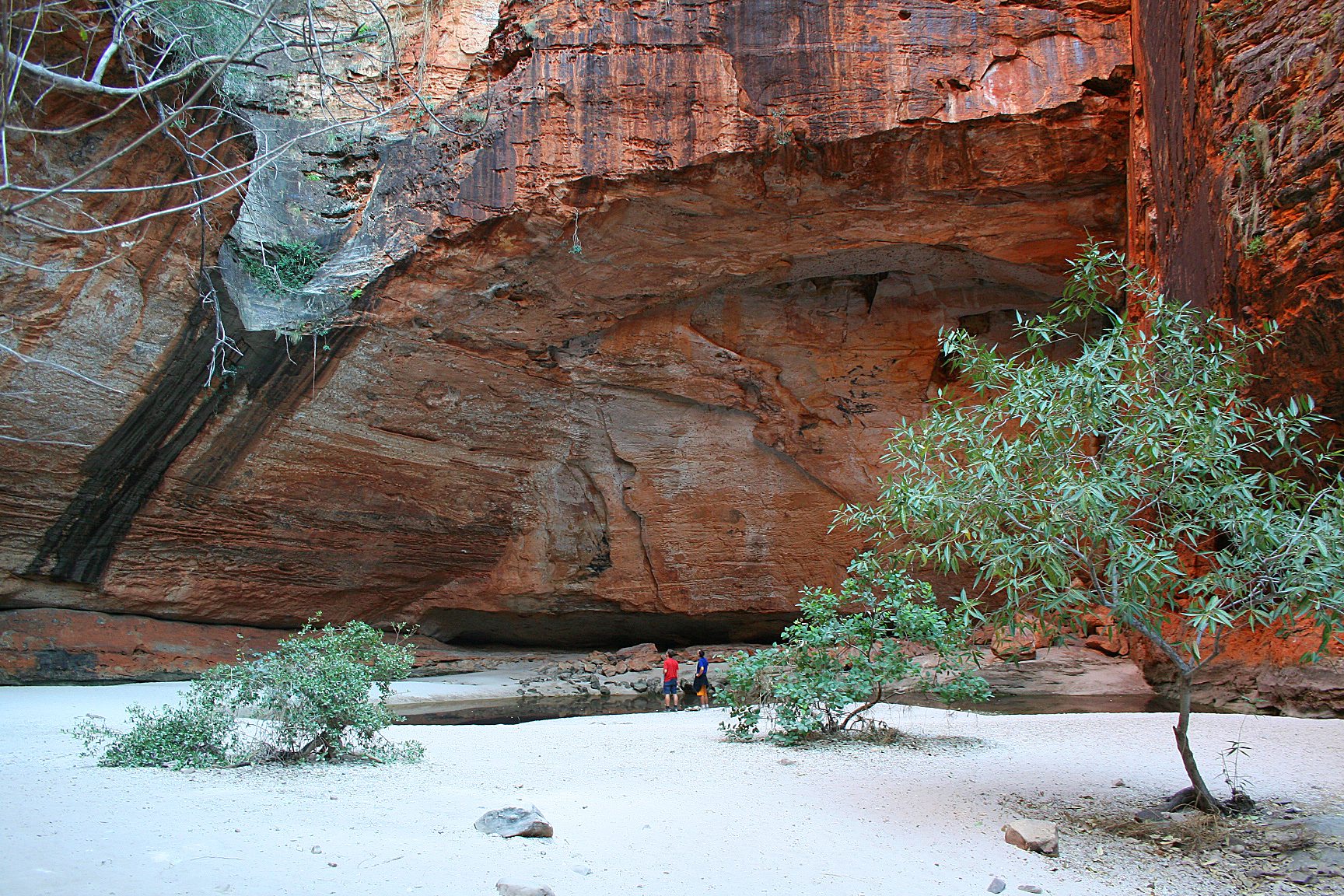
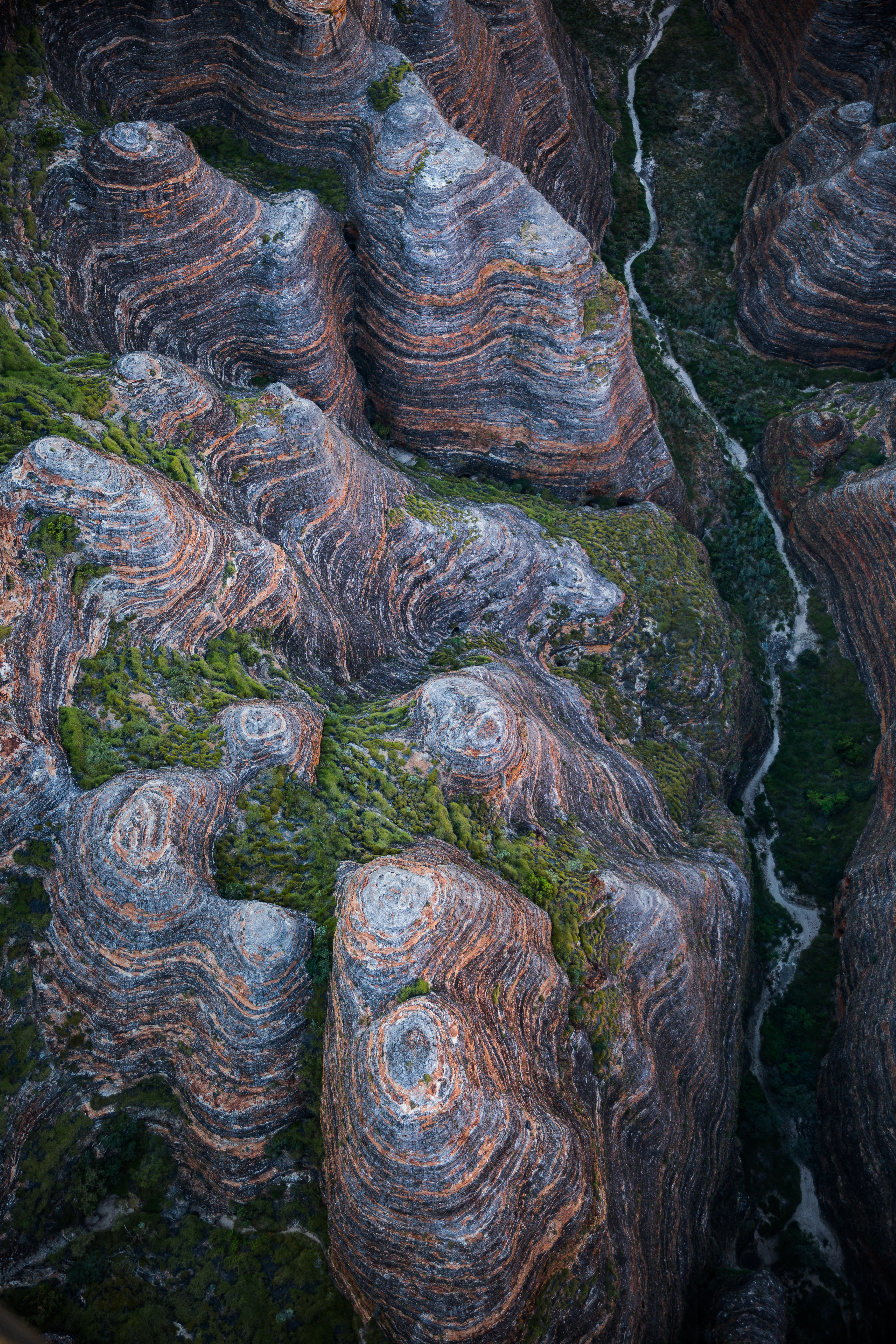
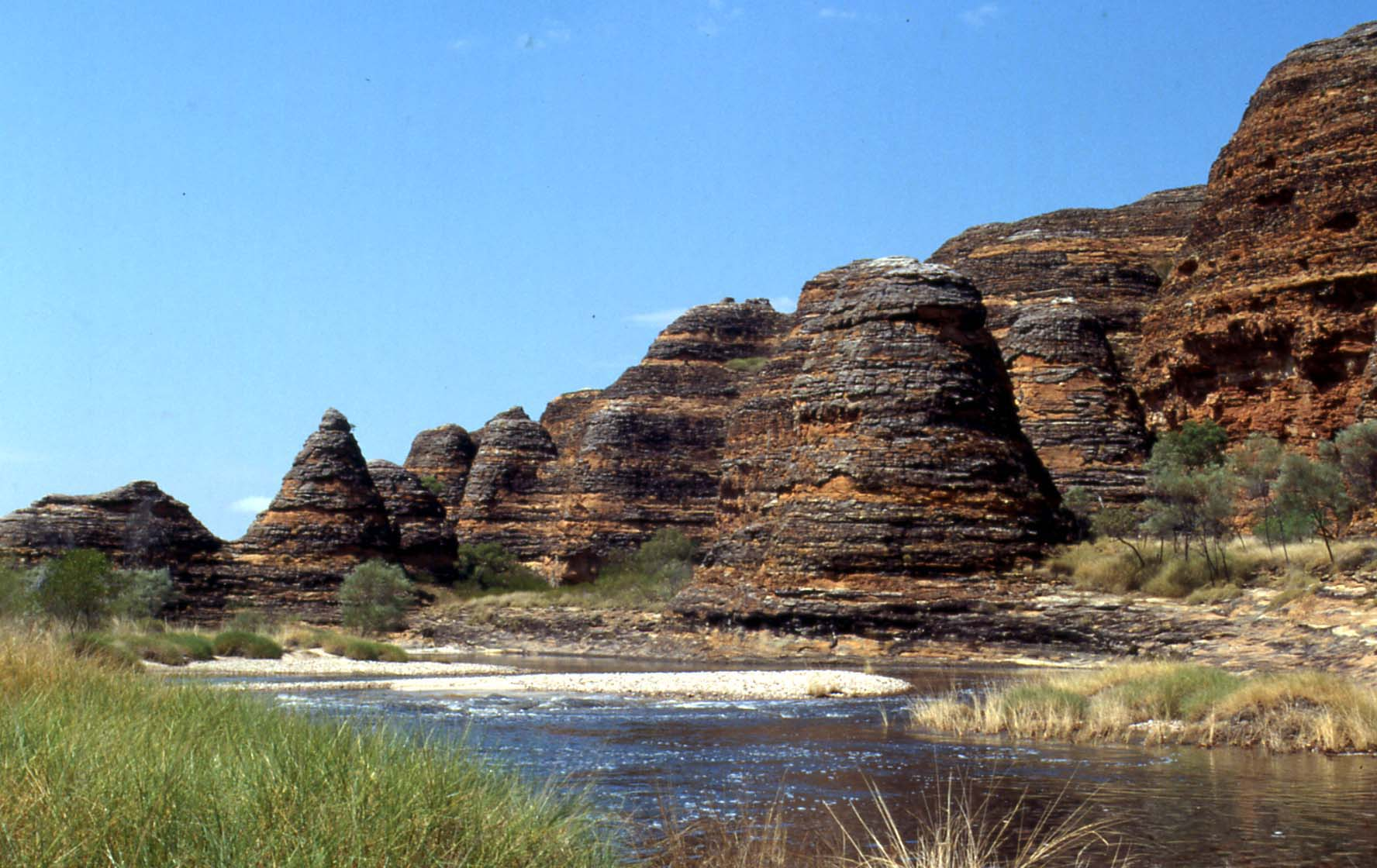

## Poloha, přírodní podmínky
Nejbližší významnější město, pětitisícová Kununurra, leží 250 km severněji. K parku o rozloze téměř 2400 km² přiléhá ještě ochranné pásmo (Reserve Ord River) velké asi 800 km², které má za úkol zabránit průniku nežádoucích vlivů ze sousedních oblastí, např. z případné hornické činnosti.
Region má suché monzunové klima s výraznými sezonami. Období dešťů (listopad až březen) je velmi horké, průměrné teploty v říjnu jsou 38 °C a celkové množství srážek okolo 600 mm je doprovázeno prudkými bouřemi. V období sucha (duben až říjen) je průměrná teplota v červenci mnohem nižší a vyskytují se i noční mrazíky.
Park se nachází na rozhraní oblastí vlhké tropické a vnitrozemské vyprahlé oblastí. Proto je i vegetace v parku velmi různá a promíšena. Bylo tam nalezeno 653 druhů rostlin, z toho 628 vyšších. Fauna na území parku zahrnuje asi 40 druhů savců, 150 ptáků, 80 plazů a 10 obojživelníků a ryb.

## Historie
Stáří hornin v této oblasti se odhaduje na 500 miliónů let a nacházejí se v nich stromatolity. Oblast vznikla procesy sedimentace, utužováním a následným vyzvednutím, způsobené střetem Gondwany a Laurasie asi před 300 miliony let a sražením Indo-australské desky desky s Pacifickou asi před 20 miliony let. Z původního starobylého říčního koryta byly usazené pískovcové vrstvy geologickou činností vyzvednuty vysoko nad okolí a vodní i větrná eroze je za mnoho miliónů let vymodelovala do současných tvarů. Nejvyšší bod Bungle Bungle je 578 m nad hladinou moře.
Nezvyklé oranžové a tmavě šedé vodorovné pruhy na kónických skalních útvarech jsou způsobené rozdílnými uloženými materiály.Tmavší pásy jsou nasákavější horniny jímající více vlhkosti a rostou v nich řasy a sinice. Oranžově zbarvené vrstvy jsou obarveny kysličníky železa a manganu z blízkých ložisek nerostů.
Na březích řeky Ord žili domorodí Australané, sběrači a lovci, po dobu nejméně 20 000 roků. V oblasti se setkávali a mísili obyvatelé pouští i zelených savan, stejně tak jako jejich kultury a jazyky. Od roku 1885 počali úrodnější oblasti kolonizovat chovatele dobytka a v okolí vzdáleném jen 100 km propukla zlatá horečka.
Až do roku 1982 o této krajinné zvláštnosti věděli jen místní obyvatelé (jméno Purnululu znamená v jazyce domorodců „pískovec“). Teprve po odvysílání filmového dokumentu o těchto krásách vznikl zájem a území v roce 1989 vyhlásila vlády Západní Austrálie za národní park a v roce 2003 jej UNESCO zařadilo na seznam Světového dědictví.

## Návštěva
Národní park Purnululu lze navštívit od dubna do prosince, ale návštěvnické centrum je otevřeno jen do poloviny října. Příjezdová cesta vede náročným terénem, je vhodná jen pro vozidla s náhonem na čtyři kola a jednonápravové přívěsy, vede i přes brod. V parku není k dispozici el. energie ani pitná voda, není žádný obchod a není povoleno vnášet domácí zvířata, není pokrytí telefonním ani internetovým signálem. Jsou tam pouze dvě placená kempovací místa s užitkovou vodou, vyznačené vycházkové trasy a zbudována přistávací plocha pro vrtulník. Park nemá, až na strážce, trvalých obyvatel.